# Моновистава
Моновиста́ва — це виступ соліста, який виконує всю програму вистави чи концерту.

## Можливості і відповідальність
Моновистава, тобто вистава з однією дійовою особою, дає можливість актору творчо самореалізуватися, сприяє розвитку, дозволяє йому експериментувати. Але водночас вимагає від артиста зосередженості, повної самовіддачі — позаяк відповідальність за якість поставленої вистави лежить не тільки на режисерові, але й на ньому.

## Думки митців про жанр моновистави
- «…Часто театральна ідея існує заради ідеї, коли актор не надто потрібний, оскільки вистава будується на декораціях чи спецефектах. Але жодна картинка не замінить акторської душі, форма не повинна переважати над змістом. На мою думку, моновистава — це найскладніший жанр театрального мистецтва. Ти не маєш часу розслабитися, кожну секунду мусиш тримати лінію вистави.» (Євген Нищук. Монологи [Архівовано 2 квітня 2015 у Wayback Machine.])

- «…Це не концерт, це не творча зустріч — це саме моноспектакль, повноцінне театральне дійство, продумана і майстерно складена мозаїка з музики, поезії, прози, що супроводжується майстерною світловою та звуковою партитурою… Цей спектакль, в першу чергу, народжується мною. Я, звичайно, працюю зі своїм колективом, з фахівцями з музики, світла, ми репетируємо, коригуємо і імпровізуємо разом, але тут все повинно бути моїм — від „А“ до „Я“». (Моновистава Максима Аверіна «Все починається з любові…» [Архівовано 2 квітня 2015 у Wayback Machine.])